# 鄭茂華
鄭茂華（1583年—？），字仲颖，號實符，直隸揚州府江都縣商籍，福建興化府莆田縣人，明朝政治人物。

## 生平
萬曆三十一年（1603）应天乡试第六名舉人，三十二年甲辰科会试十六名，未廷试，三十五年（1607年）丁未科三甲第六名進士。授中书舍人，历任礼部主事、礼部员外郎、礼部郎中。万历四十六年（1618）十二月出为浙江温处道右参政。天启三年（1623）二月补河南大梁道右参政，四月，改分守河北道。六年（1626）正月，由廣東按察使升為廣西右布政使。六年十月，转左布政使。崇禎元年（1628））正月，举为天下卓異官二十四人之一，召对平台称旨。六年（1633）六月六日升右副都御史，巡抚广西。考绩，晋通议大夫，御书“天下清官”於屏。寻擢任两广总督，以病乞休，温诏慰留者再。归里杜门，未尝营田宅，卒。

## 身后
崇祯十五年（1642）八月赠兵部右侍郎。

## 家族
曾祖郑罗山，庠生；祖父郑志学，赠浙江布政司参政；父郑维新，省祭官，封徵仕郎、中书舍人，赠浙江布政司参政。母蕭氏。严侍下。兄茂英。